# Georg von Braun
Georg Gustaf Wilhelm von Braun (Skara, 21 marzo 1886 – Stoccolma, 23 agosto 1972) è stato un cavaliere svedese, vincitore di una medaglia d'oro nell'equitazione ai Giochi olimpici estivi.

## Biografia
Partecipò con la squadra svedese di salto ostacoli ai Giochi di Parigi 1924, ma essendo stato il 4º cavaliere in ordine di punteggio e facendo classifica solo i primi tre, gli annali non gli assegnano la medaglia d'oro conquistata dagli altri tre componenti del team.

## Palmarès
| Anno | Manifestazione  | Sede    | Evento               | Risultato |
| ---- | --------------- | ------- | -------------------- | --------- |
| 1920 | Giochi olimpici | Anversa | Completo individuale | 8º        |
| 1920 | Giochi olimpici | Anversa | Completo a squadre   | Oro       |